# William Sharpey

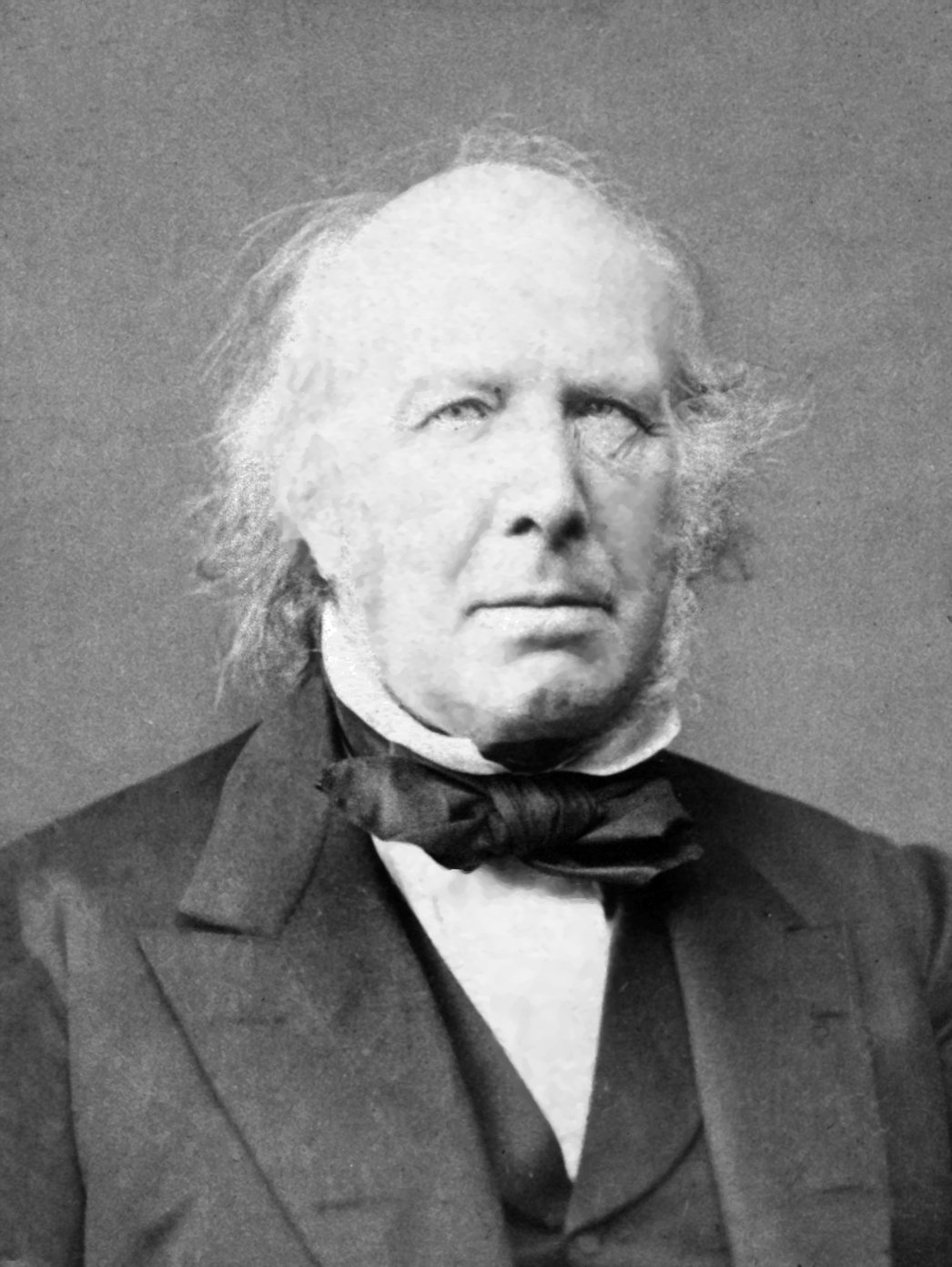
William Sharpey.

William Sharpey (* 1. April 1802 in Arbroath, Schottland; † 11. April 1880 in London) war ein britischer Anatom und Physiologe.

## Leben
Sharpey schloss sein Studium mit dem M.D. ab. Er lehrte und forschte als Professor der Anatomie in London. Er war Briefpartner und Freund von Charles Darwin. Sharpey trug zum anatomischen Standardwerk Quain's Anatomy bei. Er war Mitglied des Senats der Universität London.
Sharpey wurde 1839 als Mitglied („Fellow“) in die Royal Society of Edinburgh gewählt. Er war von 1853 bis 1872 Sekretär und von 1872 bis 1874 Vizepräsident der Royal Society. Seit 1859 war er auswärtiges Mitglied der Bayerischen Akademie der Wissenschaften. 1868 wurde er zum korrespondierenden Mitglied der Göttinger Akademie der Wissenschaften gewählt.  Nach ihm sind die von ihm 1848 beschriebenen Sharpey-Fasern der Knochenhaut benannt.
Sharpey starb in seinem Haus, Torrington Square Nr. 50 in London. Er wurde auf dem Klosterfriedhof seiner Geburtsstadt Arbroath bestattet.